# Cladomorphus trimariensis
Cladomorphus trimariensis är en insektsart som beskrevs av Kumagai och Fonseca 2009. Cladomorphus trimariensis ingår i släktet Cladomorphus och familjen Phasmatidae. Inga underarter finns listade i Catalogue of Life.